# Vanheerdea divergens
Vanheerdea divergens är en isörtsväxtart som först beskrevs av Harriet Margaret Louisa Bolus, och fick sitt nu gällande namn av Harriet Margaret Louisa Bolus och Steven A. Hammer. Vanheerdea divergens ingår i släktet Vanheerdea och familjen isörtsväxter. Inga underarter finns listade i Catalogue of Life.